# Canon PowerShot G3 X
Le Canon PowerShot G3 X est un appareil photographique numérique de type bridge annoncé par Canon le 18 juin 2015. Il marque l'entrée de Canon dans cette catégorie de produit, avec des concurrents comme le Panasonic Lumix DMC-FZ1000 et les Sony Cyber-shot RX10 et RX10 II. 
Il a la plus grande plage de variation de longueur focale de tous les Powershot de la série G, soit 24-600 mm (équivalent 35 mm), avec une ouverture maximale de f/2,8 en grand angle, décroissant à f/5,6 à 600 mm. En termes de spécifications globales, il est le plus polyvalent des appareils de la série G mais cela au prix d'un encombrement et d'un poids important - il est en effet le plus volumineux et le plus lourd de la série.
Il partage le même capteur 1" que le Canon G7 X et les Sony Cyber-shot RX100 III et RX10. Il est équipé du processeur d'images DIGIC 6.